# 1. florbalová liga mužů 2019/2020
1. florbalová liga mužů 2019/2020 byla 27. ročníkem druhé nejvyšší mužské florbalové soutěže v Česku.
Základní část soutěže hrálo 14 týmů dvakrát každý s každým. V této sezóně se změnil formát play-off i play-down. Do play-off nově přímo postoupilo jen prvních šest týmů. Týmy na sedmém až desátém místě hrály nově předkolo na dva vítězné zápasy o zbývající dvě místa v play-off. Play-down hrály nově poslední čtyři týmy. Od tohoto ročníku již poslední tým základní části nesestupuje přímo.
Soutěž byla 13. března 2020 v průběhu čtvrtfinále předčasně ukončena v důsledku opatření vlády na omezení šíření pandemie covidu-19 v Česku. V důsledku předčasného ukončení soutěže žádný tým v této sezóně nepostoupil ani nesestoupil.
V základní části soutěže zvítězil tým FB Hurrican Karlovy Vary.
1. liga měla v této sezóně pět nových účastníků. V minulé sezóně ze Superligy sestoupily do 1. ligy týmy TJ Znojmo LAUFEN CZ a Bulldogs Brno. Naopak z Národní ligy postoupily týmy TJ Sokol Jaroměř, Sokol Brno I EMKOCase Gullivers a 1. FBK Rožnov p/R.
Po skončení sezóny si tým 1. FBK Rožnov p/R vyměnil soutěž s FBC Letka Toman Finance Group z Národní ligy. Letka se dostala do 1. ligy poprvé.

## Základní část
| Poř. | Tým                              | Z  | V  | VP | PP | P  | VG  | OG  | B  |
| ---- | -------------------------------- | -- | -- | -- | -- | -- | --- | --- | -- |
| 1.   | FB Hurrican Karlovy Vary         | 26 | 21 | 0  | 1  | 4  | 214 | 101 | 64 |
| 2.   | Bulldogs Brno                    | 26 | 19 | 2  | 0  | 5  | 154 | 111 | 61 |
| 3.   | Kanonýři Kladno                  | 26 | 16 | 1  | 3  | 6  | 184 | 112 | 53 |
| 4.   | Florbal Ústí                     | 26 | 16 | 2  | 1  | 7  | 184 | 119 | 53 |
| 5.   | HEROS Florbal Chomutov           | 26 | 16 | 1  | 1  | 8  | 197 | 167 | 51 |
| 6.   | TJ Sokol Jaroměř                 | 26 | 11 | 3  | 1  | 11 | 146 | 165 | 40 |
| 7.   | FAT PIPE Start98 Praha-Kunratice | 26 | 11 | 2  | 0  | 13 | 169 | 187 | 37 |
| 8.   | Florbal Exelsior Havířov         | 26 | 11 | 0  | 3  | 12 | 177 | 177 | 36 |
| 9.   | TJ Znojmo LAUFEN CZ              | 26 | 8  | 3  | 2  | 13 | 151 | 167 | 32 |
| 10.  | FBC Štíři Č. Budějovice          | 26 | 9  | 1  | 1  | 15 | 157 | 178 | 30 |
| 11.  | Sokol Brno I EMKOCase Gullivers  | 26 | 8  | 2  | 1  | 15 | 127 | 155 | 29 |
| 12.  | TJ Slovan Havířov                | 26 | 8  | 0  | 2  | 16 | 131 | 165 | 26 |
| 13.  | 1. FBK Rožnov p/R                | 26 | 5  | 1  | 2  | 18 | 114 | 203 | 19 |
| 14.  | Z.F.K. AQM Petrovice             | 26 | 4  | 1  | 1  | 20 | 110 | 208 | 15 |

## Play-off
Sedmý tým po základní části, tedy nejlepší z týmů hrajících předkolo play-off, si volil soupeře mezi týmy na devátém a desátém místě. Předkolo se hrálo na dva vítězné zápasy od 29. února do 4. března 2020.
Před čtvrtfinále si první tři týmy po základní části postupně zvolily soupeře z druhé čtveřice. Jednotlivá kola play-off se měla hrát na tři vítězné zápasy. Čtvrtfinále se mělo hrát od 7. do 18. března, semifinále od 21. března do 1. dubna a finále od 4. do 13. dubna 2020.
Po odehrání dvou kol čtvrtfinále byla soutěž 13. března 2020 předčasně ukončena v důsledku opatření vlády na omezení šíření pandemie covidu-19 v Česku.

### Pavouk
|  | Předkolo (na zápasy)    | Předkolo (na zápasy)    | Předkolo (na zápasy) |  |  | Čtvrtfinále (na zápasy)  | Čtvrtfinále (na zápasy)  | Čtvrtfinále (na zápasy) |   |   | Semifinále (na zápasy) | Semifinále (na zápasy) | Semifinále (na zápasy) |  |  | Finále (na zápasy) | Finále (na zápasy) | Finále (na zápasy) |
|  |                         |                         |                      |  |  |                          |                          |                         |   |   |                        |                        |                        |  |  |                    |                    |                    |
|  |                         |                         |                      |  |  |                          |                          |                         |   |   |                        |                        |                        |  |  |                    |                    |                    |
|  |                         |                         |                      |  |  | FB Hurrican Karlovy Vary | FB Hurrican Karlovy Vary | 2                       |   |   |                        |                        |                        |  |  |                    |                    |                    |
|  | Start98 Praha-Kunrat.   | Start98 Praha-Kunrat.   | 2                    |  |  | Start98 Praha-Kunrat.    | Start98 Praha-Kunrat.    | 0                       |   |   |                        |                        |                        |  |  |                    |                    |                    |
|  | FBC Štíři Č. Budějovice | FBC Štíři Č. Budějovice | 0                    |  |  |                          |                          |                         |   | — | —                      | —                      |                        |  |  |                    |                    |                    |
|  |                         |                         |                      |  |  |                          | —                        | —                       | — |   |                        |                        |                        |  |  |                    |                    |                    |
|  |                         |                         |                      |  |  | Florbal Ústí             | Florbal Ústí             | 1                       |   |   |                        |                        |                        |  |  |                    |                    |                    |
|  |                         |                         |                      |  |  | Florbal Chomutov         | Florbal Chomutov         | 1                       |   |   |                        |                        |                        |  |  |                    |                    |                    |
|  |                         |                         |                      |  |  |                          |                          |                         |   |   | —                      | —                      | —                      |  |  |                    |                    |                    |
|  |                         |                         |                      |  |  |                          | —                        | —                       | — |   |                        |                        |                        |  |  |                    |                    |                    |
|  |                         |                         |                      |  |  | Bulldogs Brno            | Bulldogs Brno            | 2                       |   |   |                        |                        |                        |  |  |                    |                    |                    |
|  | Florbal Havířov         | Florbal Havířov         | 2                    |  |  | Florbal Havířov          | Florbal Havířov          | 0                       |   |   |                        |                        |                        |  |  |                    |                    |                    |
|  | TJ Znojmo LAUFEN CZ     | TJ Znojmo LAUFEN CZ     | 1                    |  |  |                          |                          |                         |   | — | —                      | —                      |                        |  |  |                    |                    |                    |
|  |                         |                         |                      |  |  |                          | —                        | —                       | — |   |                        |                        |                        |  |  |                    |                    |                    |
|  |                         |                         |                      |  |  | Kanonýři Kladno          | Kanonýři Kladno          | 1                       |   |   |                        |                        |                        |  |  |                    |                    |                    |
|  |                         |                         |                      |  |  | TJ Sokol Jaroměř         | TJ Sokol Jaroměř         | 1                       |   |   |                        |                        |                        |  |  |                    |                    |                    |
|  |                         |                         |                      |  |  |                          |                          |                         |   |   |                        |                        |                        |  |  |                    |                    |                    |

## Play-down
Play-down se mělo hrát od 14. března do 13. dubna 2020. První kolo play-down měly hrát 10. se 13. a 11. s 12. týmem po základní části. Jednotlivá kola play-down se měla hrát na čtyři vítězné zápasy.
V důsledku předčasného ukončení soutěže se neodehrál žádný zápas play-down.
TJ Slovan Havířov – 1. FBK Rožnov p/R 0 : 0 na zápasy
Sokol Brno I EMKOCase Gullivers – Z.F.K. AQM Petrovice 0 : 0 na zápasy

## Ukončení soutěže
Po odehrání dvou kol čtvrtfinále a před zahájením prvního kola play-down byla soutěž 13. března 2020 výkonným výborem Českého florbalu ukončena v důsledku opatření vlády na omezení šíření pandemie covidu-19 v Česku.
Konečné pořadí týmů bylo určeno jejich pořadím v základní části. Výsledky předkola play-off, jako jediného dohraného kola vyřazovacích částí soutěže, pořadí nezměnily. Protože v soutěži nemohlo být rozhodnuto o vítězi, ani o sestupujících a postupujících, nebyl udělen titul a žádný tým z 1. ligy v této sezóně nepostoupil ani nesestoupil.
Přes 30 florbalových oddílů podalo alternativní návrh na řešení ukončení sezóny. Mezi navrhovatele patřily i tři oddíly, jejichž prvoligové mužské týmy v této sezóně usilovaly o postup do Superligy (Bulldogs Brno, Florbal Ústí a Kanonýři Kladno), a pět oddílů, jejichž mužské týmy v Národní lize usilovaly o postup do 1. ligy (ASK Orka Čelákovice, Troopers, FBC Letka, Panthers Praha a FC Bučis Team). Návrh spočíval mimo jiné v dočasném rozšíření Superligy a 1. ligy pro příští ročník o jeden tým. To by umožnilo některým týmům postoupit do vyšší soutěže. Návrh byl výkonným výborem Českého florbalu zamítnut.

## Konečné pořadí
| Pořadí           | Tým                              |
| ---------------- | -------------------------------- |
| Zlatá medaile    | FB Hurrican Karlovy Vary         |
| Stříbrná medaile | Bulldogs Brno                    |
| Bronzová medaile | Kanonýři Kladno                  |
| 4.               | Florbal Ústí                     |
| 5.               | HEROS Florbal Chomutov           |
| 6.               | TJ Sokol Jaroměř                 |
| 7.               | FAT PIPE Start98 Praha-Kunratice |
| 8.               | Florbal Exelsior Havířov         |
| 9.               | TJ Znojmo LAUFEN CZ              |
| 10.              | FBC Štíři Č. Budějovice          |
| 11.              | Sokol Brno I EMKOCase Gullivers  |
| 12.              | TJ Slovan Havířov                |
| 13.              | 1. FBK Rožnov p/R                |
| 14.              | Z.F.K. AQM Petrovice             |